# Stegnogramma pilosa
Stegnogramma pilosa är en kärrbräkenväxtart som först beskrevs av Carl Friedrich Philipp von Martius och Gal., och fick sitt nu gällande namn av Iwatsuki. Stegnogramma pilosa ingår i släktet Stegnogramma och familjen Thelypteridaceae. Inga underarter finns listade.